# Бессонов, Михаил Михайлович
Михаи́л Миха́йлович Бессо́нов (5 декабря 1901 год, с. Медвежье, Медвеженский уезд, Ставропольская губерния, Российская империя — 18 мая 1963 года) — советский партийный и государственный деятель, заместитель председателя Совета Министров РСФСР (1949—1952), первый секретарь Новопокровского районного комитета ВКП(б) (1937—1939). Депутат Верховного Совета СССР 1-го созыва (1941—1946), депутат Верховного Совета СССР 2-го созыва (1946—1950).

## Биография
Родился 5 декабря 1901 года в селе Медвежье Ставропольской губернии Российской империи.
До 1920 г. работал батраком. Во время Гражданской войны был младшим командиром, участвовал в боях против басмачей в Ферганской долине.
С 1924 г. Член РКП(б). В 1933 г. окончил три курса Новочеркасского сельскохозяйственного института.
В 1924—1929 гг. — председатель районного секретариата профсоюзов, заведующий организационным отделом районного комитета ВКП(б) (Северо-Кавказский край).
В 1934—1937 гг. — заместитель начальника политического отдела свиносовхоза «Донсвиновод», начальник политического отдела овцесовхоза «Красный чабан» (Азово-Черноморский край).
В 1937—1939 гг. — первый секретарь Новопокровского районного комитета ВКП(б) (Краснодарский край).
С апреля по июнь 1939 г. — заведующий организационно-инструкторским отделом Краснодарского краевого комитета ВКП(б).
В 1939—1940 гг. — секретарь Краснодарского краевого комитета ВКП(б) по кадрам.
В 1940—1942 гг. — третий секретарь ЦК КП(б) Молдавии, в Штабе Южного фронта.
В 1942—1943 гг. — заместитель председателя исполнительного комитета Краснодарского краевого Совета.
С апреля по август 1943 г. — секретарь Краснодарского краевого комитета ВКП(б) по животноводству.
В 1943—1944 гг. — заместитель секретаря Краснодарского краевого комитета ВКП(б) по животноводству.
В 1944—1948 гг. — председатель исполнительного комитета Краснодарского краевого Совета.
В 1948—1949 гг. — председатель исполнительного комитета Челябинского областного Совета.
В 1949—1952 гг. — заместитель председателя Совета Министров РСФСР.
В 1952 году назначен на должность заместителя начальника инспекции Министерства сельского хозяйства и заготовок СССР.

### Политическая деятельность
Был избран депутатом Верховного Совета СССР 1-го созыва от Молдавской ССР в Совет Национальностей в результате выборов 12 января 1941 года, депутатом Верховного Совета СССР 2-го созыва от Молдавской ССР в Совет Национальностей в результате выборов 10 февраля 1946 года.

## Награды и звания
- Орден Красной Звезды
- Орден Трудового Красного Знамени (16.03.1940) — «за выдающиеся успехи в сельском хозяйстве и в особенности за перевыполнение плана по урожайности зерновых и технических культур, а также за достижение высоких показателей по животноводству»
- Орден Отечественной войны I-й степени
- Орден «Знак Почёта»
- Медаль «За оборону Кавказа»